# Торингтън
 Тази статия е за града в Кънектикът, САЩ.  За града в Уайоминг вижте Торингтън (Уайоминг).  
Торингтън (на английски: Torrington) е град в окръг Личфийлд, Кънектикът, Съединени американски щати. Намира се на 35 km западно от Хартфорд. Населението му е 34 538 души (по приблизителна оценка от 2017 г.).
В Торингтън е роден аболиционистът Джон Браун (1800 – 1859).